# Петропавловськ-Камчатський

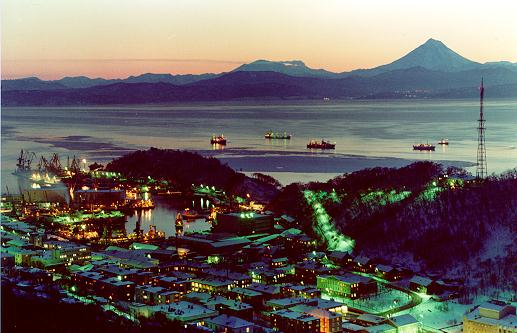
Петропавловськ-Камчатський уночі

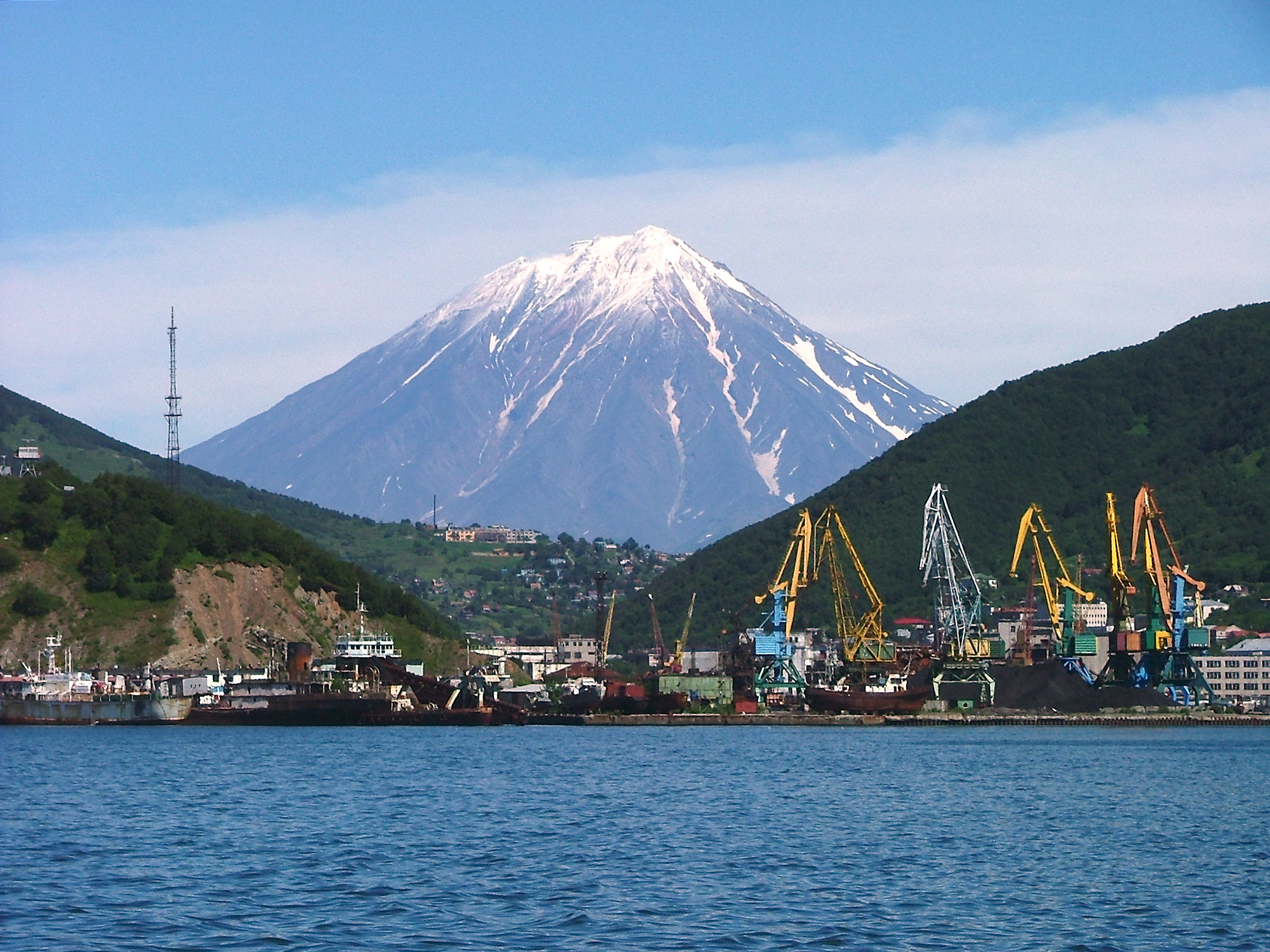
Авачинська бухта, вид на Петропавловськ-Камчатський та вулкан Коряцька сопка

Петропа́вловськ-Камча́тський (рос. Петропавловск-Камчатский) — місто і порт на Далекому Сході Росії, адміністративний центр Камчатського краю (до 1 липня 2007 — Камчатської області).
Розташований у південно-східній частині півострова Камчатка, на берегах Авачинської бухти Тихого океану.
Населення — 163 152 (2024).

## Історія
Засноване 1740 року на місці камчадальського поселення Аушин під час Другої Камчатської експедиції Вітуса Беринга та Олексія Чирікова (1733—1743). Отримало назву Петропавловськ на честь кораблів експедиції «Святий Петро» і «Святий Павло».
Набуло статусу міста 1812 року.
Значний внесок у розбудову міста зробив командир Петропавловського порту та військовий губернатор Камчатки (1849-1855), українець за походженням, контр-адмірал Василь Завойко.
У місті в 1917-1922 діяла Українська Громада, Камчатська Українська Окружна Рада та товариство «Просвіта», у складі якого працював Український музично-драматичний гурток «Українська Хатка», що вів театральну діяльність.
У 1992-1996 діяло Земляцтво українців Камчатки, від 1996 — Регіональний український культурний центр «Дніпро», від 1997 діє Національно-культурна автономія українців Камчатки, від 1994 — Клуб української культури ім. Івана Франка. Діяли українські творчі колективи — український хор «Дніпровські зорі» (1996—2003), вокальні ансамблі «Ласкаво просимо» (2005—2008), «Українська душа», український самодіяльний театр «Мрія».
Від 2002 року при школі № 7 працює український недільний клас. Від 2000 року виходить щомісячна газета «Батьківщина».

## Населення
У 2010 році населення міста становило 179,8 тис. осіб, у тому числі — близько 20 тисяч українців. В 2017 населення становить 180,4 тисяч осіб.

## Культура
- Камчатський український самодіяльний театр «Мрія»

## Міста-побратими
- Уналаска, США (1990)
- Кусіро, Японія (1998)
- Севастополь, Україна (2009)

## Визначні особистості
- Олег Вікторович Ваннік (нар. 02.05.1961) — громадський діяч, головний редактор газети «Не улетай», координатор національного проекту «Вуличний футбол в Україні» та менеджер збірної України в чемпіонатах світу з футболу серед безпритульних
- Жуков Дмитро Сергійович (1978—2014) — майор Збройних сил України, учасник російсько-української війни.
- Конотопенко Олександр Якович (1976—2018) — полковник морської піхоти України, учасник російсько-української війни.
- Приходько Максим Анатолійович (1983—2022) — старший сержант Збройних сил України, учасник російсько-української війни.
- Сидоренко Оксана Юріївна (нар. 1987) — російська танцюристка, акторка, чемпіонка світу з бальних танців у латиноамериканській програмі.
- Розовський Марко Григорович (* 1937) — радянський і російський драматург, сценарист, режисер театру і кіно, прозаїк.